# 弗雷德里克·米斯特拉尔
弗雷德里克·米斯特拉尔（1830年9月8日—1914年3月25日），法国诗人，曾带领19世纪奥克语（普罗旺斯语）文学复兴。他在1904年与何塞·埃切加赖共同获得诺贝尔文学奖。他是都德的好友，都德在年轻时代就结识了他，并为他写了一篇名叫《诗人米斯特拉尔》的散文，收在《磨坊信札》之中。
米斯特拉爾從詩歌創作和語言整理兩方面，投身於恢復和發揚普羅旺斯語的工作。一八五四年，米斯特拉爾和羅曼尼等七位普羅旺期的熱心研究者發起成立「菲利伯立格」協會，該協會專門推廣、宣傳及研究普羅旺斯的語言、風俗和文化等內容。同時，米斯特拉爾還參加《普羅旺斯詩選》的編輯工作。在搜集整理大量當地的民間傳說、神話故事、風土人情、語言歷史等資料的基礎上，米斯特拉爾皓首窮經，花費八年時間編纂了《新普羅旺斯字典》，這部字典不僅是記錄普羅旺斯的寶藏，而且為奧克語建立起不朽的紀念碑。米斯特拉爾對普羅旺斯文化的貢獻，不僅在於他發掘、整理了普羅旺斯方言、傳統，更在於他用普羅旺斯語寫作的詩歌，把這種方言提高到文學語言層次，以藝術形式把普羅旺斯文化廣播歐洲。

## 主要作品
參與編輯的詩選及字典：
- 《普羅旺斯詩選》--作家參與該詩選的編輯工作。
- 《新普羅旺斯字典》--作家花費八年時間編纂該字典。[1]

詩作：
- 〈普羅旺斯〉--長詩，作家的處女作。
- 〈黃金島〉、〈金黃色的百合花〉等抒情詩。
- 〈米赫爾〉、〈羅納河之歌〉等長篇敘事詩。[1]

## 作品的中譯
- 諾貝爾文學獎全集編譯委員會/編譯，《邊爾森(1903)/米斯特拉爾(1904)》，台北市：九華文化，1980年。